# Vailly-sur-Aisne

Vailly-sur-Aisne este o comună în departamentul Aisne din nordul Franței. În 1 ianuarie 2022 avea o populație de 2.019 de locuitori.